# Opi (Waffe)
Das Opi ist ein Schwert der Moro auf den Philippinen.

## Geschichte
Das Opi wurde von den Moro Stämmen in Malaysia entwickelt und kam bei der Abwanderung der Moros auf die Philippinen.

## Beschreibung
Die Klinge des Opi ist ähnlich wie die des Klewang. Sie wird vom Heft zum Ort breiter. Der Ort ist meist schräg abgeschnitten. Der große Unterschied zum Klewang ist der Heft (Griff) des Opi. Der Griff ist wesentlich größer als der des Klewang. Er besteht meist aus Horn und ist am hinteren Bereich weit ausladend geschnitzt. Er besteht aus einem Stück. Die Formgebung ähnelt einem stilisierten Vogel. Der Knauf wird meist mit langen Haarsträhnen ausgeschmückt. Die Scheiden (opi kapan) bestehen aus Holz und sind mit Rattan umwickelt. Das Mundloch ist etwas verbreitert, nach einer Seite ausladend und dekorativ geschnitzt. Es gibt verschiedene Versionen, die sich je nach Herkunftsort unterscheiden. Die Unterschiede liegen in der Form des Knaufs und der Scheiden.